# Igor Tsjoegajnov
Igor Valerjevitsj Tsjoegajnov (Russisch: Игорь Валерьевич Чугайнов) (Moskou, 6 april 1970) is een Russisch voormalig voetballer die doorgaans als centrale verdediger speelde. Na zijn actieve carrière, die hij beëindigde in 2002, werd Tsjoegajnov trainer van onder andere Torpedo Moskou en Sibir Novosibirsk.

## Clubcarrière
Tsjoegajnov wisselde gedurende zijn loopbaan als verdediger passages bij Torpedo Moskou en Lokomotiv Moskou uit. Met die laatste club won hij viermaal de Russische voetbalbeker; in 1993, 1996, 1997 en 2000. Hij speelde meer dan 200 wedstrijden voor Lokomotiv Moskou in de Premjer-Liga, de hoogste Russische divisie.

## Interlandcarrière
Tsjoegajnov was op internationaal niveau zowel actief voor het voetbalelftal van Gemenebest van Onafhankelijke Staten en het Russisch voetbalelftal. In 2002 werd hij door bondscoach Oleg Romantsev opgeroepen voor het wereldkampioenschap voetbal 2002 in Japan en Zuid-Korea. Rusland haalde slechts de groepsfase. Tsjoegajnov speelde 26 interlands voor het Russisch voetbalelftal, maar wist niet te scoren.
1 Nigmatoellin ·
2 Kovtoen ·
3 Nikiforov ·
4 Smertin ·
5 Solomatin ·
6 Semsjov ·
7 Onopko  ·
8 Karpin ·
9 Titov ·
10 Mostovoj ·
11 Bjestsjastnik ·
12 Tsjertsjesov ·
13 Dajev ·
14 Tsjoegajnov ·
15 Alenitsjev ·
16 Kerzjakov ·
17 Semak ·
18 Sennikov ·
19 Pimenov ·
20 Izmailov ·
21 Chochlov ·
22 Sytsjov ·
23 Filimonov ·
Coach: Romantsev